# Barlaão de Seminara
Barlaão de Seminara (1290-1348) (sinonímia: Barlaam von Kalabrien, Barlaão da Calábria, Bernardo Massari, Barlaão de Galatro) (* Seminara ou Galatro, Calábria, 1290 - Avinhão ou Gerace, 1 de junho de 1348), foi humanista, teólogo, filólogo e matemático italiano. Foi um dos principais promotores da união entre as Igrejas do Oriente e do Ocidente.  Em 1342 foi nomeado Bispo de Gerace por Clemente VI, além de ser um estudioso de música.
Quando Gregório Palamas defendeu o Hesicasmo (o ensinamento místico da Igreja Ortodoxa sobre a oração), Barlaão o acusou de heresia. Três sínodos ortodoxos decidiram contra ele e a favor de Palamas (dois Concílios de Sofia em junho e agosto de 1341, e um Concílio de Blaquerna em 1351).

## Biografia
Bernardo estudou e foi ordenado sacerdote no monastério grego ortodoxo de Santo Elias de Capasino (atual Cubasina), em Galatro, na Calábria, mas se mudou para Constantinopla, por volta de 1326-1327, onde completou a sua educação. Patrocinado pelo imperador Andrônico III conseguiu uma posição de professor na universidade, tornou-se monge do Monastério de Santo Elias de Capasino e assumiu o nome de Barlaão.
É possível que o seu sucesso como filósofo (um tratado seu sobre ética estoica foi preservado) tenha sido a razão do ciúme do humanista bizantino Nicéforo Gregoras. Em 1333, durante as negociações para a reunificação das duas Igrejas do Oriente e do Ocidente, Barlaão foi indicado para defender as razões gregas. Nessa oportunidade, ele teria desenvolvido algumas críticas com relação ao hesicasmo e a enfatizar a diferença de valores entre a teologia escolástica e a contemplação mística, tornando-se protagonista de uma violenta polêmica contra os métodos ascéticos e místicos de alguns monges do Atos e de seu defensor: Gregório Palamas (1296-1359). O debate tornou-se mais aquecido, culminando com um concílio geral em 1341 após o que Barlaão foi constrangido a suspender qualquer ataque futuro ao hesicasmo.
Em 1339 foi enviado pelo imperador Andrônico III em uma missão diplomática a Nápoles, Avinhão e Paris para um cruzada contra os turcos. Naquela ocasião ele construiu uma rede de relacionamentos e de amizades que ficou feliz em recebê-lo quando estes, após a tomada de decisão do concílio, decidem deixar Bizâncio e aderir à Igreja Ocidental.  Em 1342, conheceu Petrarca em Avinhão para quem começou a ensinar grego. Petrarca se esforçou para conseguir-lhe a diocese de Gerace, assim, Barlaão foi nomeado bispo dessa cidade pelo papa Clemente VI em 2 de Outubro de 1342. A bula relativa à sua nomeação ao bispado de Gerace diz o seguinte: Monachus monasteri Sancti Heliae de Capasino Ordinis Sancti Basilii Militensis Diocesis, in sacerdotio constitutum." (Monge do mosteiro de Santo Elias de Capasino da Ordem da diocese de São Basílio Militense, ordenado para o sacerdócio).
Barlaão foi também professor de grego de Giovanni Boccaccio e fez uma importante contribuição, mediante a descoberta de textos em grego, e também de tudo aquilo que irá se desenvolver dentro do movimento humanista. O próprio humanista Gianozzo Manetti foi o primeiro a mencionar Barlaão em sua biografia de Petrarca.
Em 1346 Barlaão é enviado pelo papa para uma missão diplomática para novas tentativas de resolução dos problemas ecumênicos. Em razão da grande influência de Palamas, a tentativa, mais uma vez, terminou em fracasso.
Devido ao fracasso de suas experiências, voltou para Gerace, onde morreu em 1 de Junho de 1348, vítima de peste bubônica.

## Culto, brilhante, e de língua afiada
O antiquarista e historiador britânico Colin Wells (1933-2010) diz que Barlaão foi um erudito brilhante, porém de língua afiada, e o descreve como totalmente versado nos clássicos, astrônomo, matemático e filósofo. Todavia, esta erudição formidável estava acoplada à maneiras arrogantes e sarcásticas, e algumas vezes tão cáusticas a ponto de afastar amigos e aliados.
Não obstante seu caráter forte, foi incumbido de negociar a união das igrejas com representantes do papa João XXII. O imperador Andrônico III o enviou para importantes missões diplomáticas junto a Roberto, O Sábio (1277-1343) em Nápoles e com Filipe VI em Paris. Em 1339, ele visitou o papa Benedito XII em Avinhão para sugerir uma cruzada contra os turcos e discutir a união das igrejas, mas não foi bem sucedido em suas experiências. Foi nessa ocasião que ele conheceu Petrarca. Foi também amigo do literato italiano Paolo da Apúlia († 1348).

## Obras
Além de seus escritos sobre polêmicas anti-hesicastas, ele deixou um grande número de escritos, dentre os quais se destacam: 
- Contra primatum Papae, em grego,
- seis livros sobre Aritmética algébrica
- dois livros de uma Ética segundo os estoicos.
- um Método para determinar a data da Páscoa
- um estudo sobre os capítulos apócrifos das Harmônicas de Ptolomeu